# Åtalet mot Donald Trump för hanteringen av hemliga dokument

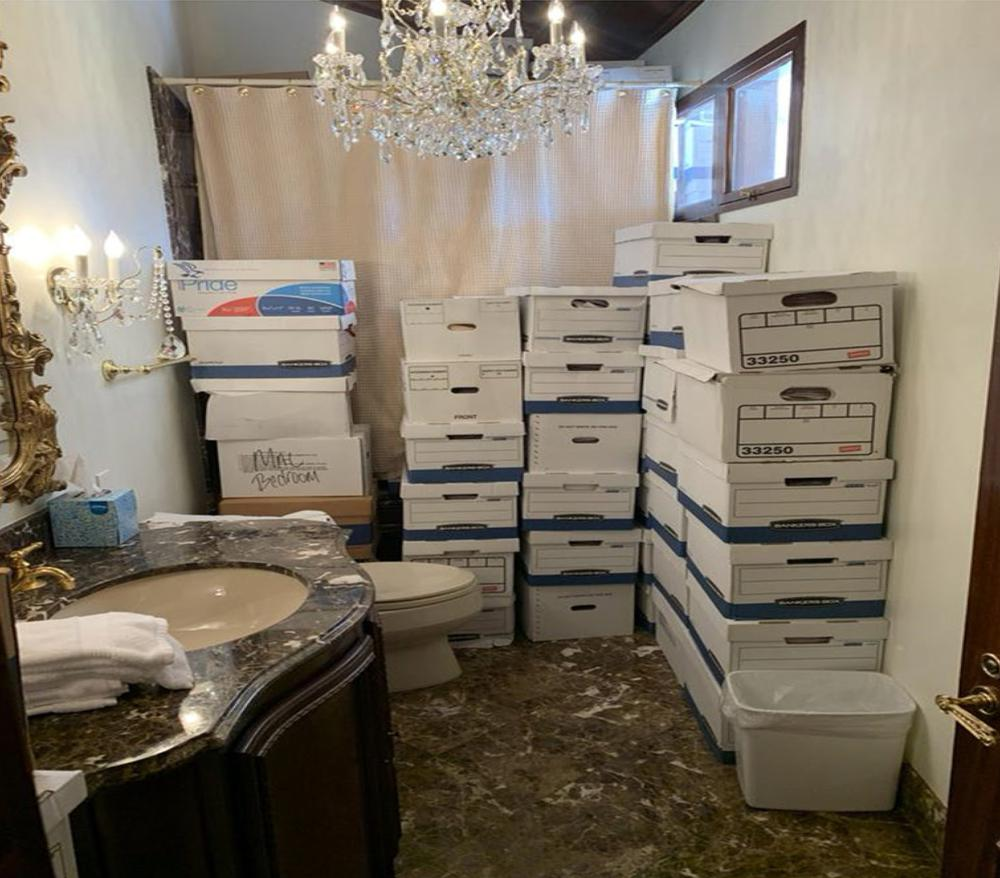
Lådor med dokument påträffade av FBI i ett badrum i Mar-a-Lago

Åtalet mot Donald Trump för hanteringen av hemliga dokument (engelska United States of America v. Donald J. Trump, Waltine Nauta, and Carlos De Oliveira) var ett federalt åtal mot USA:s 45:e president Donald Trump, hans assistant Waltine Nauta och Carlos De Oliveira som var en fastighetsskötare på Mar-a-Lago. 
Det gällde Trumps hantering av hemligstämplade dokument efter att han lämnade presidentposten, samt Trumps och de medåtalades försök att dölja detta.
Åtalet väcktes av den särskilde åklagaren Jack Smith den 8 juni 2023 vid en federal distriktsdomstol i Miami. Det kompletterades den 27 juli med ytterligare åtalspunkter.
De åtalade nekade till anklagelserna.
Åtalet avvisades av domaren Aileen Cannon den 15 juli 2024 med motiveringen att den särskilde åklagaren inte var utsedd på ett korrekt sätt. Åklagarna överklagade beslutet.
Efter att Trump vunnit Presidentvalet i USA 2024 lades åtalet ner eftersom USA:s justitiedepartement har som policy att inte åtala sittande presidenter.

## Bakgrund
När Trump lämnade Vita huset i januari 2021 tog han med sig ett stort antal dokument till sina bostäder i Mar-a-Lago och Bedminster.
Enligt amerikansk lag (Presidential Records Act) skulle dessa ha överförts till den amerikanska arkivmyndigheten NARA.
När NARA, efter upprepade påstötningar, fick tillbaka en del av dokumenten i januari 2022, upptäckte de att där fanns även hemligstämplade handlingar.
Det ledde till att FBI inledde en utredning och i maj 2022 krävde in återstående dokument via ett domstolsföreläggande. Ytterligare en uppsättning dokument överlämnades i juni, men FBI fick efter det uppgifter om att Trump hade behållit och avsiktligt dolt ett antal dokument. 

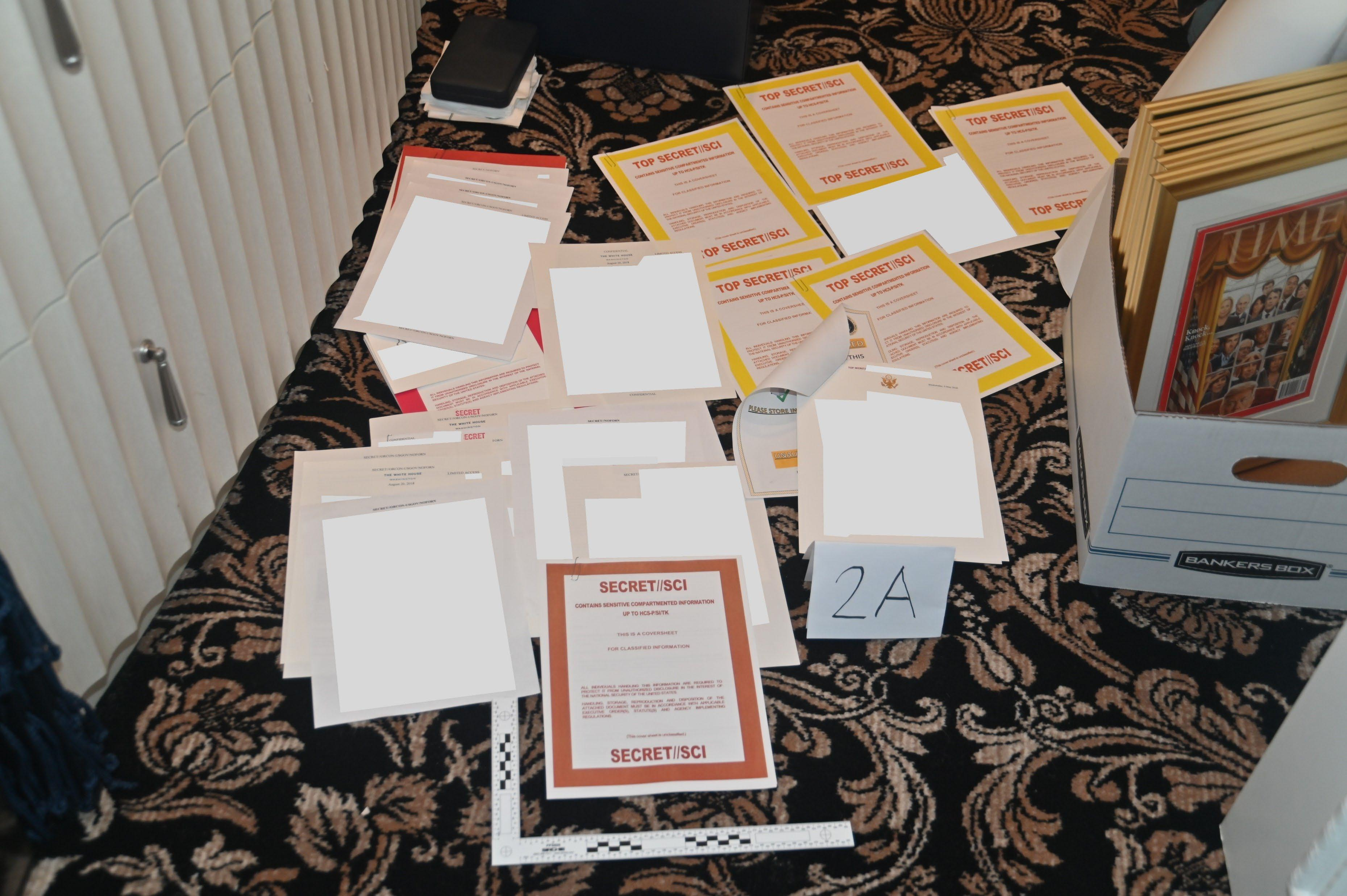
Hemligstämplade dokument hittade vid husrannsakan i Mar-a-Lago

Den 8 augusti 2022 genomförde FBI en husrannsakan i Mar-a-Lago och tog över 13 000 dokument i beslag. Över 300 av dessa var hemligstämplade och vissa av dem rörde försvarshemligheter.
Trump hävdade att han som president hade rätt att häva hemligstämpeln för dokumenten, men presenterade inte några bevis för att han verkligen gjorde det. Han hade heller inte rätt att häva hemligstämpeln för försvarshemligheter.

## Åtalspunkterna
Åtalet innehöll totalt 42 punkter. 40 av dessa gällde för Trump, 8 för Nauta och 4 för De Oliveira.
Trump åtalades bara för dokument med försvarshemligheter (enligt spionerilagen, Espionage Act) och inte för andra hemligstämplade dokument.
- Punkt 1–32 gällde Trump för att han innehade och vägrade återlämna dokument med försvarshemligheter (en punkt för varje dokument). Dokumenten beskrev bland annat militära planer, aktiviteter och förmågor (inklusive kärnvapen) hos USA och andra länder. Det maximala straffet för varje punkt är 10 års fängelse.
- Punkt 33 gällde alla tre åtalade för att de deltog i en sammansvärjning för att förhindra rättvisan.
- Punkt 34–37 gällde Trump och Nauta för att de behöll och gömde dokument i strid med domstolsföreläggandet.
- Punkt 38 gällde Trump för att han ljög när han (via sin advokat) intygade att alla dokument var återlämnade.
- Punkt 39 gällde Nauta för att han ljög för FBI i förhör.
- Punkt 40–41 gällde alla tre för att de försökte se till att inspelningen från övervakningskamerorna togs bort.
- Punkt 42 gällde De Oliveira för att han ljög för FBI i förhör.

## Rättegången
Huvudförhandlingen var planerad att starta den 20 maj 2024 men sköts upp av domaren Aileen Cannon. Den 15 juli la domaren ner åtalet med motiveringen att den särskilde åklagaren inte var korrekt utsedd. I beslutet hänvisade hon till ett minoritetsutlåtande från domaren Clarence Thomas i samband med domen från USA:s högsta domstol den 1 juli 2024 som slog fast att Trump har åtalsimmunitet för handlingar han begick som president. Åklagarna överklagade beslutet till en appellationsdomstol.